# 新機動戦記ガンダムW デュアルストーリー G-UNIT
『新機動戦記ガンダムW デュアルストーリー G-UNIT』（しんきどうせんきガンダムウイング デュアルストーリー ジーユニット、NEW MOBILE REPORT GUNDAM W DUAL STORY G-UNIT）は、1997年にバンダイから発売されたプラモデルによる企画、およびそれを元にした漫画作品。アメリカ合衆国で発売された際のタイトルは "MOBILE SUIT GUNDAM THE LAST OUTPOST"（モビルスーツ・ガンダム ザ・ラスト・アウトポスト）。

## 概要
テレビアニメ『新機動戦記ガンダムW』の外伝作品であり、テレビシリーズと同時期の出来事を描いた作品。漫画版が講談社の雑誌『コミックボンボン』にて『新機動戦記ガンダムW デュアルストーリー G-UNIT』のタイトルで連載、作画はときた洸一。また、ホビージャパンの雑誌『コミックジャパン』にて（第一回は「月刊ホビージャパン」に付録として付いたプロモーション冊子『コミックジャパン』プレ創刊号に掲載）『新機動戦記ガンダムW外伝 G-UNIT』のタイトルで連載、作画はみずきたつ。みずきたつ版はコミックジャパンが1号のみで休刊になった為に未完となっている。
また、作品連載中に世界設定（科学技術力）を間違って現代科学基準で描いていたためサンライズよりお叱りを受け、のちに謝罪と設定についての説明を行っている。ウイングゼロ（ＥＷ版）が出力3,732kwなのに対しガンダムグリープが18,945kwとなっており、A.C.最高性能を誇るウイングゼロの約5倍と設定してしまった為、矛盾が生まれてしまい指摘後にグリープはゼロに近い性能から少し落ちる位と、ときた洸一氏自ら説明を行った。
2019年には、ときたによる新シリーズ『新機動戦記ガンダムW G-UNIT オペレーション・ガリアレスト』が『ガンダムエース』（KADOKAWA）にて2019年8月号より連載されている。

## 物語

### 本編
A.C.195年。ロガ・ハーマンが代表を務める辺境のコロニー・資源衛星都市MO-Vはコロニー地下組織がオペレーション・メテオで送り込んだのとは別のガンダムタイプであるG-UNITのガンダムジェミナスを開発した。
OZが宇宙の主導権を握るようになり、MO-VもOZを受け入れるがOZの後ろ盾であるロームフェラー財団のデルマイユ侯爵の私兵部隊であるOZプライズのトップである星屑の三騎士はMO-Vのガンダムの存在を知るとそれを標的にすることをMO-Vに宣言する。ジェミナスのテストパイロットであるアディン・バーネットとオデル・バーネットの兄弟は狩りの対象となりながらも故郷を守るためにプライズに立ち向かっていく。
戦いの最中、オデルのガンダムジェミナス02はアディンのガンダムジェミナス01を庇って、戦火の中に消え、ジェミナス02を回収したプライズはそれを改修して、ガンダムアスクレプオスとする。さらにG-UNITの開発者であるドクター・ペルゲはMO-Vを離反し、本来の所属であるプライズに戻った上、シルヴァ・クラウンをアスクレプオスのパイロットとした。アディンはジェミナス01の新たな姿であるガンダムL.O.ブースターで対抗するものの暗黒の破壊将軍と呼ばれるヴァルダー・ファーキルがハイドラガンダムと共に参戦。ヴァルダーに楯突いたブルム・ブロックスは粛清され、クラーツ・シェルビィはリーダーのロッシェ・ナトゥーノを追放。アディンはロッシェを助け、その場を離脱した。
シルヴァはMO-Vに隕石をぶつけるオペレーション・パンドラを決行するが、それはシルヴァの正体であるオデルがアディンにガンダムグリープを届けるための作戦であり、グリープを受け取ったアディンはハイドラを退ける。グリープを手に入れるべく、プライズが送り込んできたルーナ・アルモニアとソリス・アルモニアの姉妹との戦いにおいて、アディンはガンダムパイロットの覚悟を問われ、戦いを終わらせる決意を新たにした。
最終決戦において、アディンはルシエ・アイズリーに頼んで改造してもらったPXモードを用いて、ヴァルダーに勝利。L.O.ブースターのパイロットになったロッシェはガンダムバーンレプオスを操縦するクラーツに苦戦するもののクラーツはPXの副作用で戦死。オデルは両親の仇であったペルゲを討つもののペルゲの死と共にグランシャリオの破壊プログラムが起動。MO-Vだけでなく、地球まで窮地に陥ってしまうがアディンはオデルとロッシェのガンダムも用いて、最後のG-UNITを作り上げ、グランシャリオを破壊。プライズとの戦いを終わらせた。
戦後、MO-Vは宇宙船の生産を開始。オデルとトリシア・ファレルの結婚式の最中、アディンとオデルも最後の勝負を繰り広げるのだった。

## 登場人物
声優はゲーム『SDガンダム GGENERATION』シリーズのもの。

### MO-V
アディン・バーネット
声：優希比呂（旧：結城比呂）
本作の主人公。17歳。MO-Vのモビルスーツパイロット。
「俺が決めるぜ!」が口癖の熱血青年で正義感も強い。兄・オデルを尊敬すると共にライバル視しており、兄を超えることを目標としているが、それは自分を認めてもらいたいことの表れでもある。OZが平和の組織であることを信じ、OZの一員になれることを喜んでいたが、OZプライズの襲撃で考えを改めていく。
ガンダムジェミナス01のテストパイロットを務め、強化型のガンダムL.O.ブースターやオデルが手掛けたガンダムグリープも操縦。
OZプライズとの戦いを終えた後、オデルとトリシアの結婚式にて「平和への願い」と「兄を超える」という2つの目的の許、Gリーオー01を用いてのペイント弾十発勝負を展開した。
『オペレーション・ガリアレスト』ではガリアレストでの戦闘でグリープが使えなくなってしまい、代わりとしてL.O.ブースターをガリアレストで換装したガリアジェミナスに搭乗し、ガリアレストでの戦闘後はOZプライズとの最終決戦に向けて新たに開発されたガンダムグリープノーヴィに搭乗。
名前の由来はロシア語の「1 （ОДИН アディーン）」。
オデル・バーネット
声：津久井教生
アディンの兄。23歳。
アディンと同じくテストパイロットであり、ガンダムジェミナス02を担当。弟とは正反対の冷静沈着な性格でエンジニアとしても優秀。アディンを時に優しく、時に厳しく接することで成長を促している。アディンやロガとは逆にOZには疑念を感じていた。
OZプライズとの戦闘でアディンを庇って被弾・生死不明となるが、OZプライズのシルヴァ・クラウンに姿を変えて、スパイ活動を行い、ガンダムグリープを開発。MO-Vに復帰し、最終決戦ではMO-V仕様に改修されたガンダムアスクレプオスで出撃。両親の仇であったペルゲを討つ。
OZプライズとの戦いを終えた後、トリシアと結婚。式においてはアディンとペイント弾十発勝負も行い、Gリーオー02を操縦。
ルシエ・アイズリー
声：池澤春菜
MO-Vのプログラマー。17歳。
気の強い性格で似たタイプのアディンとは口論することが多いが相思相愛の関係（告白するまでには至っていない）である。ペルゲのことは「何を考えているか分からないし、不気味だし」という理由から嫌っていた。
最終決戦ではアディンの無理を聞いて、ガンダムグリープのヘッドセットに改良を加えて、PXモードのリミットレベルを上げる。
第3話において、手薄のMO-Vがプライズの襲撃を受けた際の防衛戦で「私もリーオーで出ます」と発言していたことから、モビルスーツの操縦は行えるようだが、ロガに止められたこととトリシアから「謎の信号（ペルゲによるもの）の発信源を探ってきてほしい」と頼まれたことで実際に操縦するシーンはなかった。
トリシア・ファレル
MO-Vのオペレーター。
オデルの婚約者であり、知的で優しい大人の女性。
最終決戦の際にオデルからプロポーズを受け、エピローグでオデルと結婚する。
ロガ・ハーマン
MO-V代表。
バーネット兄弟の父親・マークとは友人関係にあり、両親を亡くした後のバーネット兄弟を育てたことから「オヤジさん」の愛称で呼ばれている。
レディ・アンの演説に感動したことからOZの傘下に入り、G-UNITを売り込もうとしたが、OZプライズの襲撃を受けて苦慮することに。
戦後はMO-Vを軍事用から宇宙船開発用に変更した。
ディック・ヒガサキ
MO-Vのチーフメカニック。
気さくな性格でアディンにとっては、もう1人の兄的存在。オデルが持ち帰ったモビルドールのデータを基にDユニットも開発した。
漫画版の『新機動戦記ガンダムW Endless Waltz』では彼らしき人物がトールギスIIIの整備を行っている。
ロウ・サーナン
OZ特士。
ニコルの命令を受けて、MO-Vの調査に向かうが、その途中にOZプライズに襲撃される。シャトルを撃墜されるが奇跡的に助かり、以後はMO-Vに留まって、アディンたちに協力。アディンとルシエがケンカする度に「仲が良いですね」と言う。
レイクビクトリア基地にいたことがあり、シェンロンガンダムを目撃した経験からMO-Vで初めてジェミナスのことを「ガンダム」と呼び、それにより、アディンはガンダムパイロットの誇りに目覚めた。
戦後、ニコルからプライズがMO-Vを狙った理由を問われるが「ここには何もなかった」と報告。
マーク・バーネット
バーネット兄弟の父親。
エンジンを主としているエンジニアであり、人類が遠い宇宙を旅するための宇宙船を作り出すことが夢であったが10年前のシャトル事故で妻共々、帰らぬ人になる。
実はペルゲがMO-Vを利用するために邪魔な存在だったために暗殺されていたことが真相だった。

### OZプライズ
ロッシェ・ナトゥーノ
声：堀川亮（現：堀川りょう）（F） / 柿原徹也（OVERWORLD以降）
星屑の三騎士（スターダストナイツ）のリーダー格。搭乗機はLEO-S（レオス）。
気障な性格だが、騎士道精神を重んじ、アディンをライバル視する。そのため度々アディンに助力することもあった（「アディンは自分の獲物である」というこだわりがあった事も理由の一つ）。ごく初期には狂気に満ちた表情を見せたこともあった。一人称は「私」だが「俺」を使うこともある。彼の登場シーンには背景にバラが描かれることが多い。
ヴァルダー側に離反したクラーツに撃墜されるが、アディンに救出されて生存。以降はアリサと共にMO-V側に身を寄せ、ガンダムL.O.ブースターの2代目パイロットとして活動。アディンと友情を育ませ、良き相棒となった。
戦後、オデルとトリシアの結婚式の最中、アリサと共に姿を消す。
クラーツ・シェルビィ
声：二又一成（F） / 津田健次郎（OVERWORLD以降）
星屑の三騎士（スターダストナイツ）の一員。搭乗機はLEO-R（レオール）。
物腰は柔らかく、丁寧な喋り方をする。趣味は爪の手入れ。
騎士ごっこに飽きたという理由からヴァルダーに就き、ロッシェのレオスに不意打ちをかけて重傷を負わせ、ロッシェ追放後は特佐に昇進。
MO-V側に付いたロッシェのガンダムL.O.ブースター相手に一敗地に塗れた上、情けをかけられてしまう。打倒ロッシェのためにガンダムバーンレプオスに搭乗。ロッシェと互角以上の戦闘を展開するがPXシステムのリミッターがかかっていなかったこととシステム対応訓練を受けていなかったために副作用で精神崩壊を起こし、機体と共に爆死する。
ブルム・ブロックス
声：松尾銀三（F） / 稲田徹（OVERWORLD以降）
星屑の三騎士（スターダストナイツ）の一員。搭乗機はLEO-N（レオン）。
傲岸不遜な大男。しかしながら、民間人のシャトル保護を確約したりと騎士として筋を通すところもある。
ヴァルダーに楯突いたために瞬殺されて戦死。
アリサ・ウォーカー
ロッシェに好意を抱くOZプライズ士官。
赤毛のはねっ毛が特徴的。容姿はボーイッシュだが、性格は物静かで忍耐強い。後にシルヴァ（オデル）に協力して、アディンにガンダムグリープを託し、MO-Vに身を寄せる。最終決戦ではDユニットの操作も行う。
シルヴァ・クラウン
声：津久井教生
銀仮面のMSパイロット。
ロッシェに代わって、ガンダムアスクレプオスのパイロットを務め、アスクレプオスの性能を最大限に引き出し、PXシステムにも対応。
その正体は戦死したと思われたオデルであり、ペルゲの誘いに乗るふりをして、MO-Vを救うためのスパイ活動をしていた。ガンダムグリープを完成させた後、その工場を資源衛星に偽装し、衛星をMO-Vにぶつけるオペレーション・パンドラと称してアディンに送り届ける。ヴァルダーにはスパイ活動を見破られていたが、アディンに助けられ、MO-Vに復帰。
ヴァルダー・ファーキル
声：小杉十郎太
OZ上級特佐。
黒いカスタムリーオーに搭乗しての非情な戦い方から「暗黒の破壊将軍」の異名を持ち、プライズに異動後はハイドラガンダムのパイロットになる。
アディンから「邪悪な気みたいなものを感じる」と称されるほどに冷酷な性格であり、戦争に独自の美学を持つ。トレーズ・クシュリナーダをライバル視しているために自分と渡り合えるのはトレーズのみであると豪語し、トレーズが乗るガンダムエピオンとの対決を待ち望み、自らが最強であることを証明しようとする。
最終決戦でアディンと戦っている最中にロッシェからトレーズが戦死したことを伝えられ、動揺する中、アディンのガンダムグリープの猛攻で愛機を破壊されて戦死。
ドクター・ペルゲ
声：麦人
G-UNITの開発者。
当初はMO-Vで活動しながらMO-Vの情報をOZプライズに発信していた。トリシアに発信源を突き止められながらも既に脱出準備は整っていたためにレオンに回収されて、グランシャリオに赴く。一方、Gユニットに関するデータを敢えて残していた為、MO-Vも戦力の強化を図ることが出来た。
真の目的は「自分の作り出したモビルスーツが世界の頂点に立ち、その開発者である自身の名を歴史に刻みつけること」であり、ヴァルダーからは「世界征服」と揶揄された。オデルを高く買っており、自分の配下に加えようとするが、彼にその気がないことからバーネット兄弟の両親の死の真相を明かしたことが災いして、オデルの捨て身のPXオーバードライブからの攻撃が自身のいるブリッジを直撃したことで戦死。その死と共にグランシャリオに仕掛けておいたプログラムが起動して、各コロニーや地球を道連れにしようとするもののアディンが操縦するG-UNIT最終型の攻撃でグランシャリオを破壊された。
ルーナ・アルモニア
声：島津冴子（F） / 花澤香菜（OVERWORLD以降）
MO-Vへ潜入したOZプライズの女スパイ。搭乗機はメリクリウス・シュイヴァン。
儚い雰囲気を漂わせた、可憐な美少女。物心ついたときには母はおらず、父もコロニー解放のために命を落としている。父の死後は姉のソリスと共にコロニー地下組織の一員となり、オペレーション・メテオのガンダムパイロット候補だったが脱落。日常に戻ることも出来ずにいたところをヴァルダーに拾われ、その側近となった。
アディンと心を通わせながらも姉妹ともにヴァルダーに見切りを付けられ、グランノヴァ砲の直撃を受けながらもアディンに感謝の言葉を残した。死亡したと思われたが、エピローグで姉のソリスと共にオデルとトリシアの結婚式に参列していた。なお、『SDガンダム GGENERATION-F』のキャラクタープロフィールでは「死亡した」と書かれていたが、『OVERWORLD』のプロフィールでは修正されている。
『オペレーション・ガリアレスト』では彼女とソリスがペルゲとヴァルダーに始末された直後、アルファーが搭乗するガンダムカスターに救助され、MO-Vに緊急搬送されたことが判明。
ソリス・アルモニア
声：冬馬由美（F） / 甲斐田裕子（OVERWORLD以降）
OZプライズのMSパイロット。搭乗機はヴァイエイト・シュイヴァン。ルーナの姉。
妹とは正反対の強気な性格であり、派手なメイクが特徴。ルーナからは「ソリス姉様」と呼ばれている。
アディンとロッシェのタッグに妹共々敗れながらもアディンにガンダムパイロットとしての覚悟を説き、散り際には「その力の使い道を迷っているのなら、私たちのような子が出ない世の中を作ってくれ」と告げた。妹と共に死亡したと思われたが、同じく最終話に一コマだけ出てきている。
『オペレーション・ガリアレスト』では彼女とルーナがペルゲとヴァルダーに始末された直後、アルファーが搭乗するガンダムカスターに救助され、MO-Vに緊急搬送されたことが判明。病み上がりの身ながらもDユニットの開発に協力し、カスターとポリュクスの出自をオデルに告げる。OZプライズとの最終決戦では、オデルはMO-Vへ直接攻撃する別働隊が来ると予測して最終防衛ラインとして残し、エルカによって修復と改良を施されたヴァイエイト・シュイヴァン改を駆り、Dユニットと連携して迎撃する。

### その他
レディ・アン
声：紗ゆり（F） / 緒乃冬華（CROSSRAYS）
OZ特佐。
OZを受け入れたMO-Vを「取るに足らん弱小コロニー」と相手にせず、処遇をニコルに一任する。
ニコル
OZ特尉。
レディ・アンからMO-Vの処遇を任されるがロームフェラー財団からMO-VがOZプライズの管轄になったことを伝えられたことが気になり、ロウをMO-Vに調査に向かわせた。
カーンズ
ホワイトファングの創設者。
世界国家軍との戦いの最中、不明確な情報で動いたドルニエに呆れていた。
ドルニエ・ナバーロ
ホワイトファングの一員。
MO-V宙域にOZプライズが滞在している情報を探るためにビルゴIIを護衛に付けて、MO-V宙域に赴くがガンダムバーンレプオスに襲撃されて、ビルゴIIを奪われる。
『オペレーション・ガリアレスト』ではガリアレストを占拠したホワイトファングの部隊の指揮官として登場するが、プロトタイプ・スコーピオが行動不能になるとガリアレストを放棄した。尚、本作で名字が判明。

### 『オペレーション・ガリアレスト』の登場人物
アルファー・ルートディア
ガンダムカスターのパイロット。愛称は「アル」。ホワイトファングに占拠された工業コロニー・ガリアレストを取り戻すためにMO-Vへ救援を乞う。しかし、実際はペルゲの協力者で、彼の指示でアディンとオデルと戦うために弟のヴィータと共謀してガリアレストへ引き込むために暗躍していた。弱者を虐げる世界への復讐を目的としており、自分は技術者、弟はOZのパイロットとして力を蓄え、兄弟で世界を変えようと目論んでいた。
柔和な性格を演じていたが、実際は丁寧な言葉遣いながら淡々とした口調で話す冷静な性格。戦闘でも冷静に相手の動きを分析しながら戦うほか、弟同様、心理戦に長けており、戦闘中にアディンの動揺を幾度となく誘う。正体を明かしてからはアディンのことを見下してるように振舞うが、一方で彼の操縦技術に一目置いており、「PXオーバードライブできる機体に搭乗したら」と一瞬考えこんでいた。また、技術者としてルシエの技術力と発想力も評価していた。
合体G-UNIT、ガンダムディオズでバーネット兄弟との戦闘を優位に進めるが、乱入してきたヴァルダーのハイドラガンダムには歯が立たず追い詰められていく。ヴィータが意識不明となった後、ペルゲに一矢報いようとグランシャリオを狙うも阻まれ、最終的には撃墜されてしまう。死亡したと思われていたがガンダムカスター共々生き延びており、最終決戦の最終盤でアディン達に助太刀する。この際、ヴィータが使用していた仮面を着用し、「友達」とだけ名乗っている。
ゴルド・クラウン
ガンダムポリュクスのパイロット。OZリプライズと自称し、シルヴァ・クラウンに変装していた頃のオデルに瓜二つの仮面を身に着けている。理由は不明だがロッシェの過去を知っており、彼の精神を不安定に仕向けるように煽り続ける。他者を「ゴミクズ」と呼んで見下し、乱暴な口調で挑発的な態度をとる。戦闘は、機体の大火力を用いた荒っぽいスタイルを好む。
正体はアルファーの弟であるヴィータ・ルートディア。アルファーからは「ヴィー」と呼ばれており、表向きは事故で死亡したことになっている。OZリプライズという所属やゴルドの名前は、アディン達の動揺を誘うための偽称。身に着けている仮面はペルゲから渡されたもので、PXオーバードライブの発動や、AIのアシストによって情報解析や状況の確認と予測を可能とするデバイスである。
ヴァルダーとの交戦中に、PXシステムオーバードライブの酷使が原因で、意識不明となる（死亡したように見える描写がなされているが、作者は生死については「謎」としている）。
エルカ・ペタソン
OZプライズの技師で、ヴァイエイト・シュイヴァンとメリクリウス・シュイヴァンの開発者。月面基地に勤務していた時にオリジナルのヴァイエイトとメリクリウスの開発にも携わっており、両機の強化プランを提出して了承を得た。その過程でソリスとルーナと知り合い、二人をそれぞれ「姉御」「ルーナたん」と呼んでいる。
捕らえられたアリサとルシエを助け、MO-Vに連れていく条件で協力。ガリアレストを脱出した後はソリスとルーナに無事再会し、最終決戦に向けてヴァイエイト・シュイヴァンの修復を行った。

## 新機動戦記ガンダムW G-UNIT オペレーション・ガリアレスト
『新機動戦記ガンダムW G-UNIT オペレーション・ガリアレスト』は、『月刊ガンダムエース』2019年8月号から2021年11月号まで連載された漫画作品。
作画はときた洸一。MSデザインはアストレイズ。
時系列でアルモニア姉妹がペルゲとヴァルダーに始末された（と思われていた）直後から、OZプライズとの最終決戦が開始されるまでの間に起こったガリアレストでの出来事、OZプライズとの最終決戦のエピソードに加筆された内容が収録されている。

## 単行本
新機動戦記ガンダムW G-UNIT
- 通常版
  1. ISBN 978-4-06-321818-3
  2. ISBN 978-4-06-321831-2
  3. ISBN 978-4-06-321835-0
- KCデラックス
  1. ISBN 978-4-06-372069-3
  2. ISBN 978-4-06-372087-7
  3. ISBN 978-4-06-372098-3
- 新装版
  1. 2020年10月24日発売[4]、ISBN 978-4-04-811169-0
  2. 2020年10月24日発売[5]、ISBN 978-4-04-811171-3
  3. 2020年11月25日発売[6]、ISBN 978-4-04-811170-6

新機動戦記ガンダムW G-UNIT オペレーション・ガリアレスト
- 角川コミックス・エース
  1. 2019年12月26日発売[7]、ISBN 978-4-04-109142-5
  2. 2020年6月25日発売[8]、ISBN 978-4-04-109621-5
  3. 2020年11月25日発売[9]、ISBN 978-4-04-110805-5
  4. 2021年3月26日発売[10]、ISBN 978-4-04-111274-8
  5. 2021年11月26日発売[11]、ISBN 978-4-04-111908-2